# 二階堂貞衡
二階堂 貞衡（にかいどう さだひら）は、鎌倉時代後期の御家人。鎌倉幕府政所執事。

## 略歴
正応4年（1291年）、二階堂行貞の子として誕生。
北条氏得宗家当主・鎌倉幕府9代執権・北条貞時より偏諱を受けて貞衡と名乗ったものとされる。
正中3年/嘉暦元年（1326年）3月に出家し、行恵と号した。嘉暦4年/元徳元年（1329年）5月19日には鎌倉幕府の政所執事となるが、元徳4年/元弘2年（1332年）1月7日に42歳で死去。